# Netelia johnsoni
Netelia johnsoni là một loài tò vò trong họ Ichneumonidae.